# Your Love (песня Ники Минаж)
«Your Love» (с англ. — «Твоя любовь») – песня американской хип-хоп-исполнительницы тринидадского происхождения Ники Минаж. Песня была выпущена в качестве первого сингла с первого альбома Минаж Pink Friday (2010) 1 июня 2010 года. Песня была написана самой исполнительницей, а также Джозефом Хьюджесом, Дэвидом Фриманом и Эндрю "Pop" Уонселом. Уонсел также принимал участие в продюсировании песни в составе дуэта Pop & Oak. Изначально первым синглом с альбома Pink Friday планировалось сделать песню «Massive Attack», вышедшую в апреле 2010 года, однако она не попала в финальный трек-лист альбома, так как не добилась успеха в продажах.
«Your Love», названная "рэп-балладой", отличалась от более раннего творчества Минаж. Песня содержит сэмпл кавер-версии Энни Леннокс 1995 года песни «No More 'I Love You's» (1986), оригинально исполненной группой The Lover Speaks. Песня достигла 14 и 4 строчек американских чартов Billboard Hot 100 и Hot R&B/Hip-Hop Songs, соответственно. По состоянию на июнь 2016 года, у песни имеется 1,5 миллиона цифровых загрузок.

## Появление в чартах
- 19 июня 2010 года «Your Love» дебютировала на 51 строчке американского чарта Billboard Hot 100, таким образом став первой сольной песней в карьере Ники Минаж, попавшей в этот чарт. 7 августа 2010 года песня сумела достичь 14 строчки, тем самым став первой композицией Минаж, вошедшей в топ-20 чарта США[1].
- 5 июня 2010 года песня оказалась на 43 строчке чарта Hot R&B/Hip-Hop Songs после четырёхнедельного нахождения за пределами топ-50 чарта, а 28 августа она достигла 4 строчки[1].
- 10 июля 2010 года «Your Love» возглавила американский чарт Rap Songs и пробыла на вершине чарта восемь недель подряд[2]. Минаж стала первой женщиной-рэпером, возглавившей данный чарт, после Лил Ким и её песни «Magic Stick», исполненной при участии 50 Cent[2]. Также Минаж стала первым исполнителем, чья песня, возглавляющая данный чарт, не была исполнена при участии приглашённых артистов, после Мисси Эллиотт и её композиции «Work It», возглавлявшей чарт в 2003 году[2].
- Песня достигла 43 строчки в чарте Canadian Hot 100.
- «Your Love» достигла 71 и 22 строчек в UK Singles Chart и UK R&B Chart, соответственно.
- Песня достигла 32 строчки в чарте Australian Urban Singles[3].

## Музыкальное видео

### Производство
Музыкальное видео на песню «Your Love» было снято Lil X 4 июля 2010 года в Лос-Анджелесе. В мае 2010 года Минаж спросила своих подписчиков в Twitter, кого бы они хотели видеть в роли её любимого человека в видео. В итоге парня Минаж сыграл актёр Майкл Джей Уайт. Исполнительница, одетая в сиренево-розовое кимоно гейши из видео, дала интервью MTV News на съёмочной площадке, где рассказала об истории, разворачивающейся в видео: "Мы захотели использовать в своём видео различные темы гейши и самурая, и я хочу рассказать любовную историю между ними. Парень-самурай выступает в роли некого запретного плода, который недоступен для тебя, но в него нельзя не влюбиться. Также в видео происходит борьба между мной и другой девушкой за того парня, так как та тоже влюбляется в него". 21 июля 2010 года состоялась премьера видео на сайте MTV.com, а 3 августа видео было загружено на официальный YouTube-канал исполнительницы.